# Marcel Kappelmaier
Marcel Kappelmaier (* 14. April 1991 in Ingolstadt) ist ein ehemaliger deutscher Profi-Fußballspieler. Er bestritt sechs Drittligaspiele für die SpVgg Unterhaching.

## Karriere
Kappelmaier spielte in seiner Jugend beim TSV Baar-Ebenhausen, beim MTV Ingolstadt sowie beim TSV 1860 München. Im Sommer 2010 wurde er aus dem Jugendkader in den Kader der zweiten Mannschaft übernommen. Für die Reserve der „Löwen“ bestritt der Linksverteidiger insgesamt 34 Spiele in der Regionalliga Süd. Im Sommer 2012 wechselte er gemeinsam mit Daniel Hofstetter und Marius Willsch zur SpVgg Unterhaching. In der Hinrunde der Saison 2012/13 wurde er sowohl für die erste als auch für die zweite Mannschaft eingesetzt, war jedoch oft verletzt. Anfang Januar 2013 wurde der Vertrag zwischen Kappelmaier und der SpVgg Unterhaching im gegenseitigen Einvernehmen aufgelöst, da Kappelmeier sich beruflich in eine andere Richtung entwickeln wolle.
Ende Januar 2013 schloss er sich dem Kreisligisten BSV Berg im Gau an.